# Holotrichia sikkimensis
Holotrichia sikkimensis är en skalbaggsart som beskrevs av Brenske 1892. Holotrichia sikkimensis ingår i släktet Holotrichia och familjen Melolonthidae. Inga underarter finns listade i Catalogue of Life.